# صموئيل دبليو. كينيرد
صموئيل دبليو. كينيرد (بالإنجليزية: Samuel W. Kinnaird)‏ هو عسكري أمريكي، ولد في 2 مايو 1840 في نيويورك في الولايات المتحدة، وتوفي في 20 أبريل 1923.